# Нова Бія (Можгинський район)
Нова Бія́ (рос. Новая Бия) — присілок в Можгинському районі Удмуртії, Росія.
Урбаноніми:
- вулиці — Архипова, Зарічна, Комсомольська, Молодіжна, Нагірна, Радянська

## Населення
Населення — 337 осіб (2010; 362 в 2002).
Національний склад станом на 2002 рік:
- удмурти — 96 %

## Відомі люди
В селі народився Архипов Трохим Архипович — удмуртський письменник-прозаїк.